# Mary Anna Custis Lee
Mary Anna Randolph Custis Lee, née le  1er octobre 1808 à Annfield, Virginie et morte le 5 novembre 1873 à Lexington, Rockbridge, Virginie, est l'épouse de Robert E. Lee, le chef de l'armée confédérée durant la guerre civile américaine.